# East Hemet
East Hemet és una concentració de població designada pel cens dels Estats Units a l'estat de Califòrnia. Segons el cens del 2000 tenia 14.823 habitants.

## Demografia
Segons el cens del 2000, East Hemet tenia 14.823 habitants, 4.831 habitatges, i 3.787 famílies. La densitat de població era de 1.777,4 habitants/km².
Dels 4.831 habitatges en un 42,4% hi vivien nens de menys de 18 anys, en un 57,7% hi vivien parelles casades, en un 15,1% dones solteres, i en un 21,6% no eren unitats familiars. En el 17,4% dels habitatges hi vivien persones soles el 7,9% de les quals corresponia a persones de 65 anys o més que vivien soles. El nombre mitjà de persones vivint en cada habitatge era de 3,03 i el nombre mitjà de persones que vivien en cada família era de 3,38.
Per edats la població es repartia de la següent manera: un 32,8% tenia menys de 18 anys, un 8,5% entre 18 i 24, un 26,1% entre 25 i 44, un 19,8% de 45 a 60 i un 12,8% 65 anys o més.
L'edat mediana era de 33 anys. Per cada 100 dones de 18 o més anys hi havia 89,5 homes.
La renda mediana per habitatge era de 39.828 $ i la renda mediana per família de 42.356 $. Els homes tenien una renda mediana de 34.500 $ mentre que les dones 24.493 $. La renda per capita de la població era de 15.486 $. Entorn del 13,4% de les famílies i el 17,1% de la població estaven per davall del llindar de pobresa.

## Poblacions més properes
El següent diagrama mostra les poblacions més properes.